# Aldo Gerna
Aldo Gerna (ur. 7 maja 1931 w Arigna) – włoski duchowny rzymskokatolicki posługujący w Brazylii, w latach 1971-2007 biskup São Mateus.

## Życiorys
Święcenia kapłańskie przyjął 22 grudnia 1956. 18 maja 1971 został prekonizowany biskupem São Mateus. Sakrę biskupią otrzymał 1 sierpnia 1971. 3 października 2007 przeszedł na emeryturę.